# Tyrańczyk skryty
Tyrańczyk skryty (Phylloscartes parkeri) – gatunek małego ptaka z rodziny muchotyranikowatych (Pipromorphidae). Występuje w Peru oraz w przyległej części Boliwii; opisany w 1997. Niezagrożony wyginięciem.

## Taksonomia
Autorami oryginalnego opisu są John W. Fitzpatrick oraz Douglas F. Stotz. Artykuł ukazał się w 1997 na łamach Ornithological Monographs. W 1899 niemiecki naturalista Otto Garlepp pozyskał okaz małego, żółtawego tyrankowatego pochodzącego z okolic Marcapata na zalesionych stokach Andów w południowo-zachodnim Peru. Carl Eduard Hellmayr trafnie zauważył, że okaz „niewątpliwie zdaje się być nową formą” (doubtless prove to be an undescribed form). W 1972 John Terborgh i John Weske złapali w Cordillera de Vilcabamba (Apurimac) ptaka nieokreślonego gatunku, którym najpewniej był tyrańczyk skryty; nie napotkali przedstawiciela gatunku ponownie.
Holotyp to dorosły samiec odłowiony 23 listopada 1983 przez J. W. Fitzpatricka w okolicy Hacienda Amazonia (region Madre de Dios), na wysokości 1050 m n.p.m. Trafił do Field Museum of Natural History i został oznaczony numerem 315959. Nazwa naukowa upamiętnia Theodore’a A. Parkera III, amerykańskiego ornitologa specjalizującego się w regionach neotropikalnych.
Jest to gatunek monotypowy.

## Morfologia
Wymiary (w mm) przedstawiono w tabeli. Płeć ptaka oznaczonego jako samica niepewna, wyznaczona na podstawie mniejszych rozmiarów.
|         | Skrzydło | Ogon | Skok | Dziób | Szerokość dzioba |
| ------- | -------- | ---- | ---- | ----- | ---------------- |
| ♂ (n=2) | 53,5     | 50,8 | 17,6 | 12,2  | 4,0              |
| ♀ (n=1) | 47,5     | 46   | 16   | 11,7  | 4,0              |

Tyrańczyk skryty przypomina tyrańczyka żółtobrzuchego (P. flaviventris). Opis dotyczy holotypu. Grzbiet i kuper porastają pióra oliwkowozielone. Cały wierzch głowy, z wyjątkiem wąskiego paska na kantarku i na czole cechuje wyraźniej szara barwa niż na reszcie wierzchu ciała, jednak nadal z domieszką oliwkowego. Kantarek, obrączka oczna oraz czoło przybierają intensywny rudocynamonowy kolor, pęczki piór przy nozdrzach kremowobiałe. Pasek biegnący za okiem biały. Wyraźne kontrastowe ubarwienie głowy – pokrywy uszne jasne, płowocynamonowe, na górze i z tyłu odcięte od reszty upierzenia szarym paskiem. Białawy kolor brody niżej przechodzi w ciemniejszą żółć gardła. Pierś i boki ciała pokrywają szerokie, choć niewyraźne oliwkowozielone paski. Środek brzucha i pokrywy podogonowe żółte. Nogawice oliwkowe. Większa część skrzydeł popielata do czarniawej, krawędzie lotek II rzędu oliwkowożółte (z różnym nasyceniem żółci). Pokrywy skrzydłowe większe i pokrywy lotek II rzędu posiadają szerokie oliwkowożółte zakończenia, co przy złożonym skrzydle tworzy dwa paski skrzydłowe. Pokrywy lotek I rzędu czarniawe, posiadają oliwkowozielone krawędzie. Zewnętrzne chorągiewki najbardziej wewnętrznych lotek II rzędu mają szerokie żółtobiałe obrzeżenia. Sterówki szare, na skrajach chorągiewek widoczna żółtooliwkowa barwa. Po bokach dzioba, przy każdym z jego kącików widnieje 6 piór szczeciniastych, z czego najdłuższe mierzy 8,5 mm. Tęczówka brązowa, dziób czarny, nogi i stopy szare. Masa holotypu 8,1 g.
Jeden ze znalezionych przez Fitzpatricka i Stotza ptaków to młodociana samica. Ogółem jej upierzenie przypominało ptaka dorosłego, jednak było gdzieniegdzie niekompletne lub zmierzwione. Kolor kantarka jaśniejszy, wierzch głowy intensywniej zielony, spód ciała jaśniejszy, zaś na piersi widoczna większa ilość zieleni.

## Zasięg występowania
Według autorów pierwszego opisu tyrańczyk skryty występuje w lasach, we wschodnich Andach w centralnym i południowo-wschodnim Peru oraz w przyległej części północnej Boliwii. Zaobserwowano osobnika, który żył w najdalej na północ wysuniętej części zasięgu w Pasco, natomiast z najbardziej południowej części zasięgu – w Serrania Pilon (Beni) na wysokości 825 m n.p.m. Każda z obserwacji ptaka w Peru miała miejsce między 600 a 1200 m n.p.m. V. Emmanuel i T.A. Parker obserwowali ptaki na wysokości 1900 m n.p.m. w okolicy rzeki Urubamba, niżej Machu Picchu. Jedyny okaz z Boliwii złapano w 1995 na 570 m n.p.m. w La Paz.

## Ekologia
Środowiskiem życia są pierwotne lasy wiecznie zielone. Podobnie jak większość ptaków z rodzaju Phylloscartes, tyrańczyk skryty żeruje pośród drzew w stadach mieszanych. Na tych samych zalesionych stokach, na których widziano P. parkeri, żeruje tyrańczyk okularowy (Pogonotriccus orbitalis), tyrańczyk skromny (Phylloscartes ventralis) i tyrańczyk łuskolicy (Pogonotriccus ophthalmicus). Zwykle ma ogon złożony. Najczęściej przedstawiciele P. parkeri odzywają się krótkim, ostrym dźwiękiem wydawanym co 0,5 do 3 sekund. Drugi z głosów nagranych przez Fitzpatricka i Stotza to tryl opisany jako „słodki”, po którym następuje powolna seria głosów kontaktowych. Przypuszczalnie śpiewają ptaki obu płci.
Brak kompletnych informacji o lęgach. W listopadzie 1985 obserwowano ptaki mogące stanowić grupy rodzinne, do jednej należała wspomniana w sekcji „Morfologia” młodociana samica. Powiększone gonady są obecne u pięciu okazów: samca z Boliwii (sierpień), trzech samców z Peru (sierpień, listopad) i jednej samicy z Peru (listopad). Wobec tych obserwacji okres lęgowy zdaje się trwać podczas pory suchej, osiągając największą intensywność między sierpniem a listopadem. Jest to typowe dla ptaków nizin i wyżyn Peru. Pierzenie jest koincydencyjne z okresem lęgowym lub po nim następujące.

## Status
Przez IUCN gatunek klasyfikowany jest jako najmniejszej troski (LC, Least Concern) nieprzerwanie od 2000 roku. Całkowita liczebność populacji nieoszacowana, ale ptak ten opisywany jest jako rzadki, lokalnie dość pospolity. Trend liczebności jest oceniany przez BirdLife International jako spadkowy. Według szacunków wspomnianej organizacji przez najbliższe 11 lat (3 pokolenia) zasięg preferowanego środowiska zmniejszy się o 14,8–14,9%.